# Powódź tysiąclecia w Kłodzku
Powódź tysiąclecia – potoczna nazwa powodzi, która nawiedziła w lipcu 1997 roku tereny Europy Środkowej, w tym południowo-zachodnią Polskę z ziemią kłodzką i jej historyczną stolicą, Kłodzkiem. Największe powodzie w mieście miały miejsce w latach: 1310, 1475, 1598, 1783, 1883, 1938. Kataklizm, który wydarzył się w nocy z 7 na 8 lipca 1997 roku, okazał się najgroźniejszym i najtragiczniejszym w skutkach, jaki kiedykolwiek dotknął stolicę ziemi kłodzkiej. Poziom wody był o około 20 cm wyższy od stanu z 1783 roku.

## Przyczyny
Główną przyczyną powodzi było występowanie już od 3 lipca 1997 roku przez kilka dni z rzędu na obszarze południowej Polski obfitych, często nawalnych opadów deszczu. Zjawiska te objęły swym zasięgiem dorzecze Odry w Sudetach Wschodnich i południowej części Śląska, a także spowodowały, że 6 lipca 1997 roku pierwsze wsie i miasteczka zostały zalane przez Nysę Kłodzką. Następnego dnia powódź dotarła do Kłodzka.

## Przebieg powodzi

### Bezsilność władz i mieszkańców

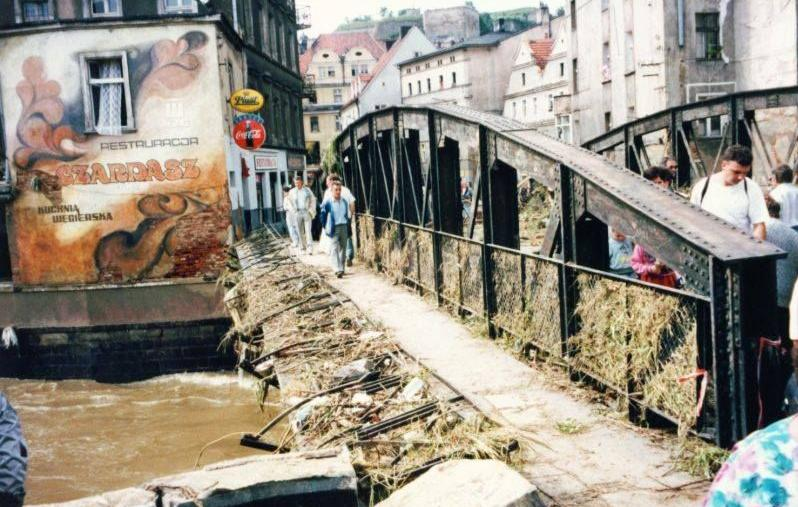
Most Żelazny po przejściu fali kulminacyjnej na Nysie Kłodzkiej 8 VII 1997 roku

Kłodzko w walce z żywiołem okazało się bezsilne. Nikt nie spodziewał się, że przepływająca przez miasto Nysa Kłodzka, okaże się rwącą rzeką o wielometrowej fali, która może zniszczyć wszystko, co znajduje się na jej drodze. Władze miejskie i mieszkańcy nie przygotowali się na nadchodzącą katastrofę. Brakowało ostrzegawczych komunikatów o grożącym niebezpieczeństwie, a także nie podjęto żadnych działań mających za zadanie ochronić ludność. Kiedy nastąpiło zerwanie łączności telefonicznej, Kłodzko zostało odcięte od świata.

### Pierwszy dzień powodzi
Po przerwaniu wału przeciwpowodziowego niedaleko mostu dla pieszych, w okolicy jazu, woda zalała osiedle Nysa, osiągając poziom pierwszego piętra. Następnie fala zaczęła wdzierać się do zabytkowej dzielnicy położonej na historycznym przedmieściu Piasek, a następnie objęła część dawnych przedmieść: Wygon i Wojciechowickiego. Pod wodą znalazły się m.in. dworce: PKS i PKP oraz kościół i klasztor franciszkanów.

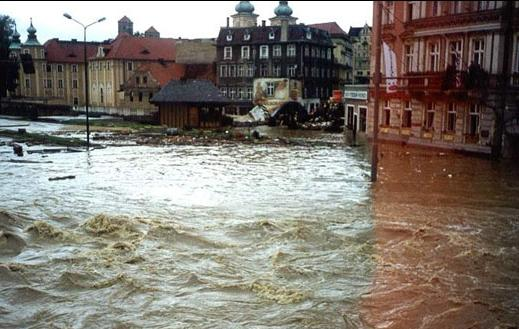
Plac Jedności podczas fali kulminacyjnej późnym popołudniem 7 VII 1997 roku

Faks wysłany 7 lipca 1997 roku przez Jerzego Cieślawskiego, sekretarza gminy miejskiej Kłodzko do Wojewódzkiego Komitetu Przeciwpowodziowego w Wałbrzychu, informujący o przerwaniu wału przeciwpowodziowego i o potrzebie pomocy dla 1,5 tysiąca osób czekających na ewakuację, nie mógł niczego zmienić w zaistniałej sytuacji. Zalane wówczas były tereny bezpośrednio położone przy rzece oraz stadion miejski. Jednostki policji, straży pożarnej, które ruszyły z pomocą, nie mogły już dotrzeć do Kłodzka. Brak łączności uniemożliwiał kierowanie akcją i koordynowanie działań ratowniczych.

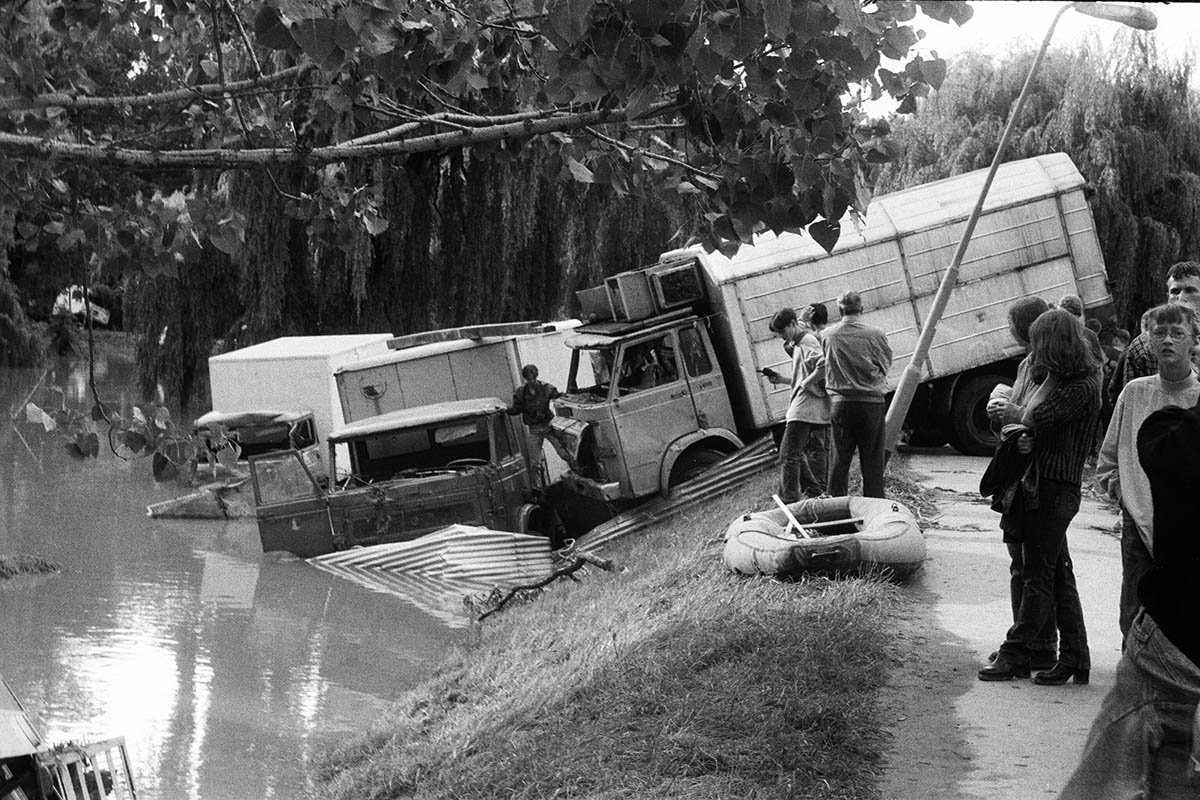
Pojazdy wyniesione przez wodę z Zakładów Drobiarskich

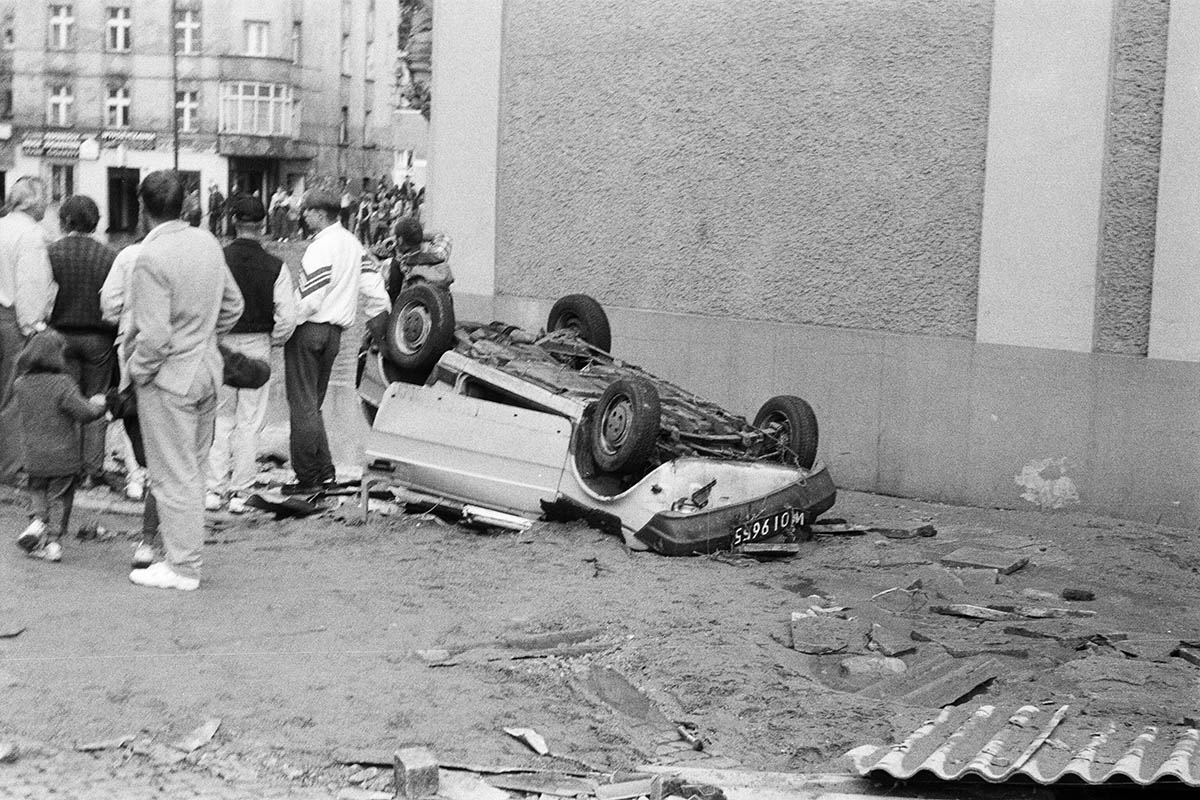
Zniszczony przez siłę wody Fiat 126p, przed kościołem Franciszkanów

Najbardziej dramatyczna była noc z 7 na 8 lipca, kiedy fala osiągnęła kulminacyjny stan - 8,71 m ponad zwykły stan rzeki. Pod wodą znalazło się 37 ulic i 14 km dróg. Ludność została pozostawiona sobie samej i tylko dzięki wzajemnej pomocy i ludzkiej solidarności udało się uniknąć zbiorowej tragedii.

### Kolejne dni kataklizmu
W ciągu kolejnych trzech dni woda opadała, odsłaniając zatopione do tej pory obszary miasta. Obserwowano zniszczenia jakich dokonała powódź, które okazały się dla wielu mieszkańców bardzo dotkliwe, ponieważ stracili oni dorobek całego swojego życia. Ich złą sytuację potęgował brak ubezpieczeń na wypadek wystąpienia klęsk żywiołowych, w tym powodzi. Blisko 600 mieszkań zostało całkowicie zniszczonych. Zrujnowane sklepy okazały się być łatwym łupem dla złodziei i szabrowników, którzy wykradali z nich resztki towarów. Stało się to przyczyną zwiększenia (po kilku dniach) ilości patroli na terenach objętych powodzią przez straż miejską i policję.
Bezpośrednio po ustąpieniu powodzi, 8 lipca 1997 roku wieczorem Urząd Miasta w Kłodzku, Miejski Komitet Przeciwpowodziowy na czele z Ryszardem Jastrzębskim jako przewodniczącym oraz sekretarzem Bolesławem Niemczukiem i władze wojewódzkie, rozpoczęły działania mające na celu łagodzenie skutków powodzi. O konieczności dalszych poczynań zawiadamiały komunikaty wydawane przez Urząd Miejski, w którym wprowadzono całodobowe dyżury. Zajęto się też organizacją letniego wypoczynku dla dzieci i młodzieży z terenów objętych powodzią. Ogłoszono zbiórkę pieniędzy, żywności i artykułów pierwszej potrzeby, uruchomiono konta, z których pieniądze przeznaczono dla powodzian. Podobną akcję na szeroką skalę prowadzono także w innych gminach województwa wałbrzyskiego. Wsparcia poszkodowanym udzielali również pracownicy Miejskiego Ośrodka Pomocy Społecznej, a całodobowe dyżury pełniła stacja sanepidu, wydając ostrzegawcze komunikaty. Do akcji pomocy powodzianom włączył się także Caritas diecezji nie objętych klęską żywiołową.

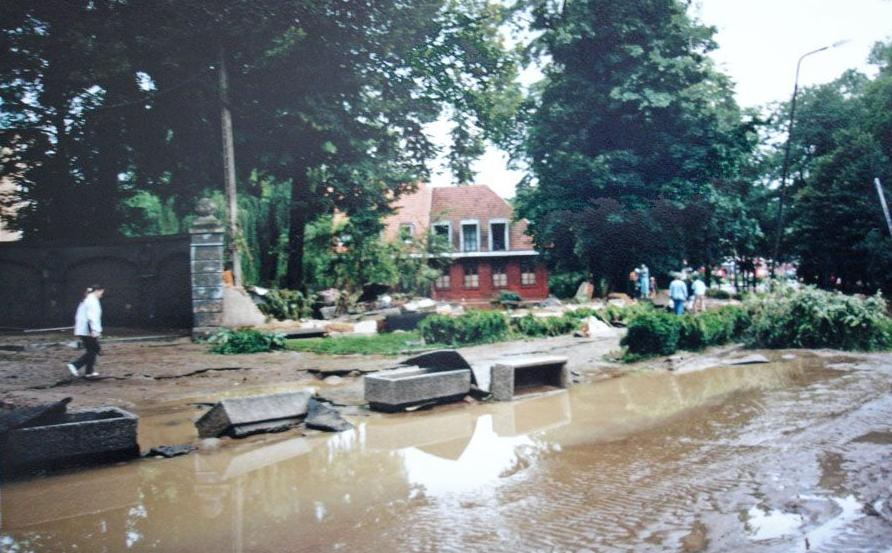
Ulica Daszyńskiego z widocznym zniszczonym murem klasztoru franciszkanów

Pomoc dla kłodzczan napływała z zewnątrz pod różnymi postaciami. Świadczyli ją mieszkańcy dzielnic nie objętych powodzią. O taką pomoc zaapelował 9 lipca Jan Kazula, członek Związku Byłych Żołnierzy Zawodowych Koła nr 3 przy Sudeckim Oddziale Straży Granicznej w Kłodzku, wzywając wszystkich mężczyzn w wieku od 15 do 70 lat do wzięcia udziału w społecznym oczyszczaniu miasta oraz przywróceniu mu jego poprzedniego wyglądu.
Z terenów dotkniętych kataklizmem ewakuowano wielu mieszkańców miasta, zwiększono liczbę sprzętu pływającego, wzmocniono wały przeciwpowodziowe w miejscach szczególnie zagrożonych. Było to związane z przewidywanym nadejściem kolejnej fali powodziowej, która miała pojawić się w Kłodzku między 17 a 18 lipca. W stan gotowości postawiono wojsko, straż pożarną, straż miejską i formacje Obrony Cywilnej, jednak kolejna fala okazała się być znacznie niższa niż zakładano i nie stanowiła zagrożenia dla miasta.

## Straty

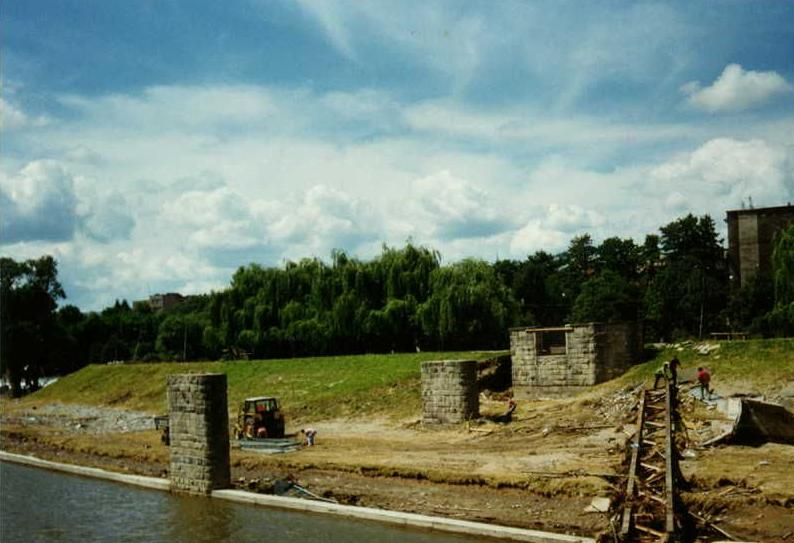
Z mostu na promenadzie po powodzi zostały wyłącznie kamienne filary

W kataklizmie zginęło kilkanaście osób.
Po odwołaniu alarmu przeciwpowodziowego rozpoczęto ocenę zniszczeń, której rezultatem było opracowanie pt. Zbiorcze zestawienie wstępnego szacunku zniszczeń i strat spowodowanych klęską powodzi na terenie miasta Kłodzko. Zgodnie z tym dokumentem ogólna suma strat poniesionych przez miasto zamknęła się w kwocie 91 977 000 zł. Zawaliły się cztery zabytkowe kamienice. Gdyby Kłodzko samo miało pokryć koszty odbudowy, potrzebne byłyby kwoty równające się budżetowi gminy w 50 latach. Pomoc zadeklarowały: rząd polski, rząd szwedzki oraz organizacje pozarządowe, dzięki którym odbudowa miasta zajęła około 5 lat. Jako że część budynków mieszkalnych nie nadawała się do odbudowy, niektórzy powodzianie otrzymali mieszkania na nowo wybudowanym osiedlu z prefabrykatów, sfinansowanym przez gminę Warszawa-Centrum, skąd wzięła się jego późniejsza oficjalna nazwa. Inni znaleźli nowe mieszkania na osiedlu zbudowanym dzięki pomocy rządowej u zbiegu ulic Korytowskiej i Objazdowej.

## Pamięć o powodzi

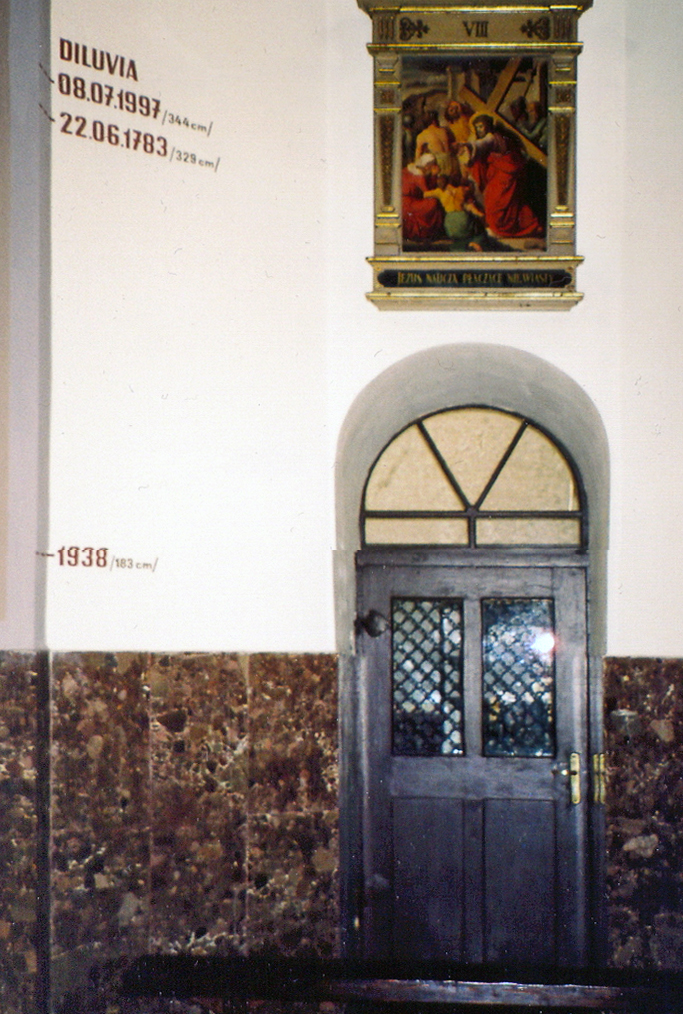
Ściana w lewej nawie bocznej kościoła franciszkanów, zawierająca wskaźniki poziomu wody w kościele podczas powodzi

Pamięć o powodzi jest kultywowana w kilku miejscach w mieście. W kościele franciszkanów na Piasku zaznaczono linię z maksymalnym poziomem wody. Podobnie uczyniono na budynku zakładu fotograficznego, mieszczącego się przy ul. Zawiszy Czarnego. Rok później, w 1998 roku proboszcz parafii Matki Bożej Różańcowej, ks. Wojciech Piętowski poświęcił dwa krzyże ku czci ofiar kataklizmu, jeden znajdujący się przy Moście 15-lecia a drugi w ogrodzie franciszkanów.